# Tidsaxel över den avlägsna framtiden

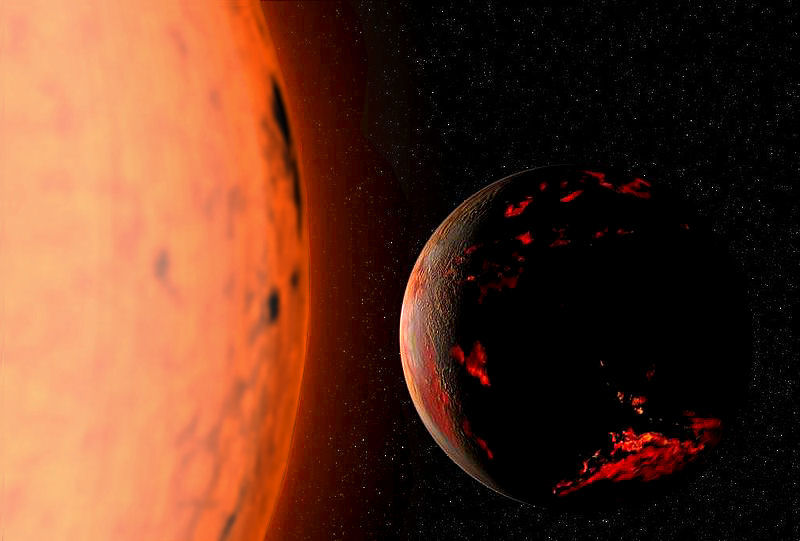
En bild på hur jorden kan se ut 5-7 miljarder år in i framtiden. Detta efter att solen har utvecklats till en röd jätte.

Detta är en tidsaxel över den avlägsna framtiden. Medan förutsägelser om framtiden aldrig kan vara säkra har den nuvarande vetenskapliga förståelsen inom olika områden möjliggjort att beräkna förlopp för de mest avlägsna framtida händelserna som skall skisseras, om så bara i de bredaste dragen. Dessa områden omfattar astrofysik, som har visat hur planeter och stjärnor bildas, interagerar och dör; partikelfysik, som har visat hur materia beter sig på de minsta skalorna; evolutionsbiologi, som förutsäger hur livet kommer att utvecklas med tiden, och plattektonik, som visar hur kontinenter skiftar plats under årtusenden.
Alla förutsägelser om jordens, solsystemets och universums framtid måste ta hänsyn till termodynamikens andra huvudsats, enligt vilken entropi, eller en förlust av energin som finns tillgänglig för att utföra arbete, ökar med tiden. Stjärnor måste så småningom uttömma sitt utbud av vätebränsle och brinna ut. Närkontakt med olika astronomiska objekts gravitationsfält kommer att slunga ut planeter från deras solsystem, och solsystem från galaxer. Så småningom kommer materia i sig att försvinna under påverkan av radioaktivt sönderfall, då även de mest stabila materialen i subatomära partiklar sönderfaller. Aktuella uppgifter tyder på att universum är platt, och därmed inte kommer att kollapsa in i sig självt efter en ändlig tid, och den oändliga framtiden möjliggör potentiellt förekomsten av ett antal massiva osannolika händelser, som till exempel bildandet av en Boltzmannhjärna.
Tidsaxlarna som visas nedan täcker händelser från ungefär åttatusen år från nutid till den mest avlägsna framtiden. Ett antal alternativa framtida händelser är listade för frågor som alltjämt är olösta, exempelvis huruvida mänskligheten kommer att dö ut, om protoner kommer att sönderfalla, eller huruvida jorden kommer att överleva solens expansion till en röd jätte.

## Nyckel
|                          | Händelse som bestäms via |
| ------------------------ | ------------------------ |
| Astronomi och astrofysik | Astronomi och astrofysik |
| Geologi och planetologi  | Geologi och planetologi  |
| Biologi                  | Biologi                  |
| Partikelfysik            | Partikelfysik            |
| Matematik                | Matematik                |
| Teknik och kultur        | Teknik och kultur        |

## Jorden, solsystemet och universums framtid
|                          | År från nutid                     | Händelse |
| ------------------------ | --------------------------------- | --- |
| Geologi och planetelogi  | 10 000                            | Om en spricka i "ispluggen" i Wilkes Subglacial Basin under de närmaste århundradena skulle utgöra en fara för det östantarktiska istäcket, kommer det ta uppemot så här lång tid innan täcket helt och hållet smälter. Havsnivån kommer att stiga 3 till 4 meter. (En av de potentiella långsiktiga effekterna av global uppvärmning, som är separat från det närmare hotet från Västantarktis istäcke.) |
| Astronomi och astrofysik | 25 000                            | De norra polarkalotterna på Mars kan krympa eftersom planeten når en värmehöjdpunkt under det ≈ 50 000 år långa periheliumprecessionsaspekten av dess Milanković-cykler. |
| Astronomi och astrofysik | 36 000                            | Den lilla röda dvärgstjärnan Ross 248 kommer att passera inom 3,024 ljusår från jorden, och blir den närmaste stjärnan till solen. Den kommer sedan att avlägsna sig igen, vilket efter omkring 8 000 år först gör Alfa Centauri igen och sedan Gliese 445 till de närmaste stjärnorna. |
| Geologi och planetelogi  | 50 000                            | Den nuvarande interglacialen slutar, och en ny glacial inom den innevarande istiden börjar på jorden. Detta under förutsättning att effekterna av antropogen global uppvärmning är begränsade. Glaciärisarna breder åter ut sig i Nordeuropa, Sibirien, Kanada och norra USA. Niagarafallen kommer att ha eroderat bort de kvarvarande 32 km till Eriesjön och upphör att existera. Issjöarna i den Kanadensiska skölden suddas ut av postglacial landhöjning och erosion. |
| Astronomi och astrofysik | 50 000                            | Längden på dygnet som används för astronomisk tidtagning når ungefär 86 401 SI-sekunder, på grund av månens tidvattenbromsning av jordens rotation. Med dagens tidmätningssystem kommer en skottsekund att behöva läggas till till varje dygn. |
| Astronomi och astrofysik | 100 000                           | Stjärnors egenrörelse över hela himmelssfären, som är resultatet av deras förflyttning genom Vintergatan, gör många av de nuvarande stjärnbilderna oigenkännliga. |
| Geologi och planetologi  | 100 000                           | Jorden kommer troligen ha genomgått ett supervulkaniskt utbrott som är stort nog att eruptera 400 km3 magma. |
| Biologi                  | 100 000                           | Inhemska nordamerikanska daggmaskar, såsom Megascolecidae, kommer naturligt att ha spritt sig norrut genom USA:s övre mellanvästern till den kanadensiska gränsen. Detta området har då återhämtat sig från Laurentiska istäcket-glaciationen (38°N till 49°N). Spridningen sker med en migrationhastighet på 10 meter/år. (Dock har icke-inhemska daggmaskar i Nordamerika redan införts av människor på en mycket kortare tidsperiod, vilket orsakade en chock för det regionala ekosystemet.) |
| Geologi och planetelogi  | + 100 000                         | Som en av de långsiktiga effekterna av den globala uppvärmningen kommer 10 procent av antropogent koldioxid fortfarande att finnas kvar i en stabiliserad atmosfär. |
| Geologi och planetelogi  | 250 000                           | Lōʻihi, den yngsta vulkanen i undervattenskedjan Hawaii-Emperor, reser sig över havsytan och blir en ny vulkanö. |
| Astronomi och astrofysik | 100 000                           | Den röda hyperjättestjärnan VY Canis Majoris kommer troligen att ha exploderat i en hypernova. |
| Astronomi och astrofysik | 500 000                           | Jorden kommer troligen att ha träffats av en meteorit på ungefär 1 km i diameter, förutsatt att det inte gått att avstyra. |
| Geologi och planetelogi  | 500 000                           | Det svårforcerade landskapet i Badlands nationalpark i South Dakota kommer att ha eroderats bort helt och hållet. |
| Geologi och planetelogi  | 950 000                           | Barringerkratern, en massiv nedslagskrater i Arizona, och den "nyaste" av sitt slag, kommer att ha eroderts bort helt och hållet. |
| Geologi och planetelogi  | 1 miljon                          | Jorden kommer troligen ha genomgått ett supervulkaniskt utbrott med en eruption som är stor nog att eruptera 3,200 km3 med magma; en händelse som är jämförbar med Tobasuperutbrottet för 75 000 år sedan. |
| Astronomi och astrofysik | 1 miljon                          | Den mest avlägsna uppskattade tidpunkten då den röda superjättestjärnan Betelgeuse exploderar i en supernova. Explosionen beräknas kunna ses även i dagsljus. |
| Astronomi och astrofysik | 1,4 miljoner                      | Stjärnan Gliese 710 kommer att passera så nära som 1,1 ljusår till solen innan den förflyttar sig bort. Detta kan gravitationellt perturbera medlemmar i Oorts kometmoln, en gloria av iskroppar som kretsar vid utkanten av solsystemet, vilket kommer att öka sannolikheten för kometer i det inre av solsystemet. |
| Biologi                  | 2 miljoner                        | Uppskattad tid som krävs för korallrevsekosystem att fysiskt återbyggas och återhämtas biologiskt från den nuvarande havsförsurningen orsakad av mänskligheten. |
| Geologi och planetelogi  | + 2 miljoner                      | Grand Canyon kommer att erodera vidare och fördjupas något, men i huvudsak vidgas till en bred dalgång kring Coloradofloden. |
| Astronomi och astrofysik | 2,7 miljoner                      | Genomsnittlig orbitell halveringstid för aktuella centaurer, som är instabila på grund av gravitationsväxelverkan mellan flera av de yttre planeterna. Se förutsägelser för notabla centaurer. |
| Astronomi och astrofysik | 8 miljoner                        | Månen Phobos kommer inom 7 000 km från Mars, Roche-gränsen, vid vilken punkt tidvattenkrafter kommer att förstöra Phobos och förvandla den till en ring av kringkretsande stoft. |
| Geologi och planetelogi  | 10 miljoner                       | Östafrikanska gravsänkesystemet som vidgats översvämmas av Röda havet, vilket orsakar att kontinenten Afrika och den afrikanska kontinentalplattan delas i den nyligen formade Nubiska plattan och den Somaliska plattan. |
| Biologi                  | 10 miljoner                       | Uppskattad tid för full återhämtning av den biologiska mångfalden efter ett eventuellt holocen-utdöendet, om det skulle vara jämförbart med de fem tidigare massutdöendena. Även utan massutdöende, kommer de flesta nuvarande arter att ha försvunnit genom bakgrundsutdöende, med många klader som gradvis utvecklats till nya former. (En ekologisk kris inleds dock utan ett massutdöende som kräver miljoner år av återhämtning.) |
| Astronomi och astrofysik | 11 miljoner                       | Resterna efter Phobos träffar ytan på Mars. |
| Geologi och planetelogi  | 50 miljoner                       | Kaliforniens kust börjar att subdunktera ner i Aleutergraven på grund av dess nordliga rörelse längst San Andreasförkastningen. Afrikas kollision med Eurasien stänger Medelhavsregionen och skapar en bergskedja som blir jämförbar med Himalaya. Appalachernas toppar kommer i stort sett att ha eroderats bort. De vittrar bort med en hastighet av 5,7 Bubnoffenheter (1 meter per 1 miljon år). Höjdskillnaderna kommer dock att öka eftersom traktens dalar försvinner med dubbla hastigheten. |
| Geologi och planetelogi  | 50–60 miljoner                    | De kanadensiska Klippiga bergen kommer att erodera bort helt, förutsatt att de vittrar med en hastighet av 60 Bubnoff-enheter. (De södra delarna av Klippiga bergen i USA eroderas bort i en något lägre takt.) |
| Geologi och planetelogi  | 50–400 miljoner                   | Uppskattad tid för jorden att återfylla sina källor av fossila bränslen. |
| Geologi och planetelogi  | 80 miljoner                       | Hawaii blir den sista av de nuvarande Hawaiiöarna att sjunka under havsytan. |
| Astronomi och astrofysik | 100 miljoner                      | Jorden kommer troligen att ha träffats av en meteorit i samma storleksordning som den som utlöste krita–tertiär-utdöendet för 65 miljoner år sedan, om det inte kan undvikas. |
| Geologi och planetelogi  | 100 miljoner                      | Bortre uppskattning av hur länge Saturnus ringar kommer att existera i sin nuvarande form. |
| Matematik                | 230 miljoner                      | Förutsägelser om planeternas banor blir omöjliga efter denna tid på grund av begränsningar i Lyapunovtid. |
| Astronomi och astrofysik | 240 miljoner                      | Från vår nuvarande position kommer solsystemet att ha fullbordat ett helt varv runt Vintergatans centrum |
| Geologi och planetelogi  | 250 miljoner                      | Alla kontinenter på jorden kan gå samman till en superkontinent. Tre potentiella dispositioner av konfigurationen kallas för Amasien, Novopangaea och Pangea Ultima. |
| Geologi och planetelogi  | 400–500 miljoner                  | Superkontinenten (Pangaea Ultima, Novopangaea eller Amasien) kommer troligen att ha brutits upp. |
| Astronomi och astrofysik | 500–600 miljoner                  | Uppskattad tid tills en gammablixt, eller massiv, hyperenergisk supernova, ägt rum inom 6 500 ljusår från jorden; nära nog för att dess strålar ska påverka jordens ozonlager med potentialen att utlösa ett massutdöende, förutsatt att hypotesen om att en tidigare sådan explosion orsakade Ordovicium–silur-utdöendet stämmer. Supernovan skulle dock behöva vara exakt orienterad i förhållande till jorden för att ha denna negativ effekt. |
| Astronomi och astrofysik | 600 miljoner                      | Tidvattenkrafterna flyttar månen tillräckligt långt från jorden att totala solförmörkelser inte längre är möjliga. |
| Geologi och planetelogi  | 600 miljoner                      | Solens ökande luminositet börjar att störa karbonat–silikat-cykeln. Den högre ljusstyrkan ökar vittringen av stenar som stänger inne koldioxid i marken som karbonat. Medan vatten dunstar från jordens yta, hårdnar sten, vilket orsakar plattektoniken att saktas och till slut avstanna. Utan vulkaner som kan återvinna koldioxid till jordens atmosfär, börjar koldioxidhalterna att sjunka.. Vid den här tidpunkten kommer koldioxidhalterna falla till punkten där C3-fotosyntes inte längre är möjlig. Alla växter som använder C3-fotosyntes (≈ 99 procent av dagens arter) kommer att dö.                                                                  |
| Geologi och planetelogi  | 800 miljoner                      | Koldioxidhalterna faller till punkten där C4-fotosyntes inte längre är möjlig. Fritt syre och ozon försvinner från atmosfären. Multicellulärt liv dör ut. |
| Geologi och planetelogi  | 1 miljard                         | Solens luminositet har ökat med 10 procent, vilket orsakar att jordens yttemperaturer når ett genomsnitt av ≈ 320 K (47 °C, 116 °F). Atmosfären kommer att bli ett "fuktigt växthus", vilket resulterar i att haven snabbt torkar ut. Fickor av vatten kan fortfarande existera vid polerna, vilket möjliggör boningar för enkelt liv. |
| Geologi och planetelogi  | 1,3 miljarder                     | Det eukaryotiska livet dör ut på grund av koldioxidbrist. Enbart prokaryoter återstår. |
| Geologi och planetelogi  | 1,5–1,6 miljarder                 | Solens ökande luminositet orsakar att den cirkumstellära beboeliga zonen förflyttar sig utåt; när koldioxiden ökar i Mars atmosfär, ökar också dess temperatur till nivåer som liknar de som jorden hade under istiden. |
| Geologi och planetelogi  | 2,3 miljarder                     | Jordens yttre kärna har stelnat, om den inre kärnan fortsätter att växa i nuvarande takt (1 mm per år). Utan dess flytande yttre kärna förstörs jordens magnetfält, och laddade partiklar som härrör från solen reducerar kraftigt gradvis atmosfären. |
| Geologi och planetelogi  | 2,8 miljarder                     | Jordens yttemperatur når till och med vid polerna ett genomsnitt på ≈ 420 K (147 °C, 296 °F). Vid denna tidpunkt kommer livet på jorden, som nu är reducerat till encelliga kolonier i enskilda, spridda mikromiljöer såsom högt belägna sjöar eller underjordiska grottor, helt och hållet att dö ut. |
| Astronomi och astrofysik | 3 miljarder                       | Medianpunkt då månens ökande avstånd från jorden minskar dess stabiliserande effekt på jordens axellutning. Det leder till att jordens polvandring blir kaotisk och extrem. |
| Astronomi och astrofysik | 3,3 miljarder                     | 1 procents chans att Merkurius omloppsbana blivit så excentrisk att planeten kolliderar med Venus, vilket skapar kaos i det inre solsystemet och möjligen leder till en planetär kollision med jorden. |
| Geologi och planetelogi  | 3,5 miljarder                     | Ytförhållandena på jorden blir jämförbara dem på Venus idag. |
| Astronomi och astrofysik | 3,6 miljarder                     | Neptunus måne Triton faller genom planetens Roche-gräns och blir eventuellt ett planetringssystem liknande Saturnus. |
| Astronomi och astrofysik | 4 miljarder                       | Medianpunkt då Andromedagalaxen kommer att ha kolliderat med Vintergatan, som därmed slås samman till galaxen "Milkomeda". Planeterna i solsystemet förväntas bli relativt opåverkade av denna kollision. |
| Astronomi och astrofysik | 5 miljarder                       | Med vätgastillförseln uttömd i sin kärna lämnar solen huvudserien och börjar utvecklas till en röd jätte. |
| Astronomi och astrofysik | 7,5 miljarder                     | Jorden och Mars kan bli bundna av tidvattenkrafter med den expanderande solen. |
| Astronomi och astrofysik | 7,59 miljarder                    | Jorden och månen blir troligen förstörda genom att falla in i solen, strax innan solen når toppen av sin röd jätte-fas och sin maximala radie av 256 gånger det nuvarande värdet. Innan den slutliga kollisionen faller månen möjligen innanför jordens Roche-gräns och bryts sönder till en ring av materia, varav det mesta regnar ner på jorden. |
| Astronomi och astrofysik | 7,9 miljarder                     | Solen når toppen av sin röd jätte-fas i Hertzsprung–Russell-diagrammet och uppnår sin maximala radie av 256 gånger sin nuvarande storlek. Detta leder till att Merkurius, Venus, jorden (mycket sannolikt) och Mars (sannolikt) förstörs. Vid denna tidpunkt är det möjligt att Saturnus måne Titan skulle kunna nå yttemperaturer som är gynnsamma för liv. |
| Astronomi och astrofysik | 8 miljarder                       | Solen blir en kol-syre-vit dvärg med omkring 54,05 procent av sin nuvarande massa. |
| Astronomi och astrofysik | 22 miljarder                      | Slutet på universum i Big Rip-scenariot, förutsatt en modell av mörk energi med w = −1,5. Observationer av galaxhopars hastigheter av Chandra-teleskopet antyder att detta inte kommer att inträffa. |
| Astronomi och astrofysik | 50 miljarder                      | Om jorden och månen inte slukas av solen, kommer de vid denna tidpunkt att ha bundits samman, så att de båda enbart visar en sida mot varandra. Därefter kommer tidvattenkrafterna från solen att utöva rörelsemängdsmoment från systemet, vilket orsakar att månens bana förfaller och att jordens rotation ökar. |
| Astronomi och astrofysik | 100 miljarder                     | Universums expansion orsakar att alla galaxer utanför Vintergatans lokala galaxhop försvinner bortom den kosmiska ljushorisonten, och avlägsnar sig från det observerbara universum. |
| Astronomi och astrofysik | 150 miljarder                     | Den kosmiska bakgrundsstrålningen kyls ner från sin nuvarande temperatur på ≈ 2,7 K till 0,3 K, vilket gör den i huvudsak omöjlig att upptäcka med dagens teknik. |
| Astronomi och astrofysik | 450 miljarder                     | Mediantidpunkten vid vilken de ≈ 47 galaxerna i den lokala galaxhopen smälter samman till en enda stor galax. |
| Astronomi och astrofysik | 800 miljarder                     | Förväntad tidpunkt då nettoljusemission från den kombinerade Milkomedagalaxen börjar avta eftersom de röda dvärgstjärnorna passerat sitt blå dvärgstadium med den starkaste luminositeten. |
| Astronomi och astrofysik | 1012 (1 biljon)                   | Låg uppskattning av hur länge det dröjer tills stjärnor inte längre bildas i galaxer eftersom galaxerna har tömts på de gasmoln de behöver för att bilda stjärnor. Universums expansion, förutsatt en konstant densitet av mörk energi, multiplicerar våglängden på den kosmiska bakgrundsstrålningen med 1029, vilket är mer än horisonten för det kosmiska ljuset och gör dess bevis för Big Bang oupptäckbara. Det kan dock fortfarande vara möjligt att bestämma universums expansion genom studiet av hypersnabba stjärnor. |
| Astronomi och astrofysik | 3 × 1013 (30 biljoner)            | Uppskattad tid för stjärnor att genomgå ett nära möte med en annan stjärna i det lokala stellära grannskapet. Närhelst två stjärnor (eller stellära kvarlevor) passerar nära varandra kan banorna hos deras planeter störas, vilket potentiellt kan skjuta ut dem från systemet helt och hållet. Ju närmare en planets bana är dess stjärna, desto längre tar det i genomsnitt innan den blir utskjuten på detta sätt, eftersom gravitationen binder den starkare. |
| Astronomi och astrofysik | 1014 (100 biljoner)               | En grov uppskattning av när stjärnor slutar bildas i galaxer. Detta utgör övergången från den stjärnrika eran till förfallets era; utan fritt väte att bilda nya stjärnor, kommer alla kvarvarande stjärnor långsamt uttömma sitt bränsle och dö. |
| Astronomi och astrofysik | 1,1–1,2 × 1014 (110–120 biljoner) | Tidpunkt när alla stjärnor i universum har uttömt sitt bränsle (de längst levande stjärnorna, röda dvärgstjärnor med låg massa, har livslängder på omkring 10–20 biljoner år). Efter denna tidpunkt är de stjärnrester som kvarstår kompakta objekt (vita dvärgar, neutronstjärnor och svarta hål). Bruna dvärgar finns också kvar. Kollisioner mellan bruna dvärgar kommer att skapa ett fåtal nya röda dvärgar: i genomsnitt kommer ungefär 100 stjärnor att lysa i galaxen. Kollisioner mellan stjärnrester kommer att skapa en och annan supernova. |
| Astronomi och astrofysik | 1015 (1 biljard)                  | Uppskattad tid tills nära möten mellan stjärnor lösgör alla planeter i solsystem (inklusive vårt solsystem) från sina banor. Vid denna tidpunkt kommer solen att ha kylts ner till fem grader ovanför absoluta nollpunkten. |
| Astronomi och astrofysik | 1019–1020 (10–100 triljoner)      | Uppskattad tid tills 90–99 procent av alla bruna dvärgar och stjärnrester (inklusive solen) skjutits ut från galaxerna. När två objekt passerar tillräckligt nära varandra, utbyter de energi, och objektet med lägre massa tenderar att få energi. Genom upprepade möten kan objekten med lägre massa på detta sätt skjutas ut från sina galaxer. Denna process orsakar så småningom att galaxerna skjuter ut majoriteten av sina bruna dvärgar och stjärnrester. |
| Astronomi och astrofysik | 1020 (100 triljoner)              | Uppskattad tid tills jorden kolliderar med den svarta dvärgen solen på grund av den minskande banan via utstrålning av gravitationsvågor, om jorden inte har skjutits ut från sin bana av ett möte med en stjärna eller slukats av solen under dess röda jättefas. |
| Astronomi och astrofysik | 1030                              | Uppskattad tid tills de stjärnor som inte har skjutits ut från galaxerna (1–10 procent) faller in i galaxernas centrala supermassiva svarta hål. Vid denna punkt, då dubbelstjärnor har fallit in i varandra, och planeter in i sina stjärnor, via utstrålning av gravitationsvågor, är de enda objekt som återstår i universum rester av stjärnor, bruna dvärgar, utskjutna planeter och svarta hål. |
| partikelfysik            | 2 × 1036                          | Uppskattad tid för alla nukleoner i det observerbara universum att sönderfalla, om protoners sönderfall antar dess minsta möjliga värde (8,2 × 1033 år). |
| partikelfysik            | 3 × 1043                          | Uppskattad tid för alla nukleoner i det observerbara universum att sönderfalla, om protoners sönderfall antar dess största möjliga värde, 1041 år, förutsatt att Big Bang expanderade med inflationstakt och att samma process som gjorde baryoner dominanta över antibaryoner i det tidiga universum gör att protoner sönderfaller. Vid denna tidpunkt, om protonerna verkligen sönderfaller, inleds svarta hålens era, då svarta hål är de enda kvarvarande objekten i kosmos. |
| partikelfysik            | 1065                              | Förutsatt att protoner inte sönderfaller, är detta den uppskattade tidpunkten för fasta objekt såsom sten att flytta om sina atomer och molekyler via tunneleffekt. Vid denna tidpunkt är all materia flytande. |
| partikelfysik            | 5,8 × 1068                        | Uppskattad tid tills ett stellärt svart hål med en massa på 3 solmassor sönderfaller i subatomära partiklar av Hawkingstrålning. |
| partikelfysik            | 1,342 × 1099                      | Uppskattad tid tills det centrala svarta hålet i S5 0014+81 (2017 det mest massiva svarta hål som astronomerna känner till) med en massa av 40 miljarder solmassor, löses upp av Hawkingstrålning, förutsatt att det inte finns någon rörelsemängdsmoment (ickeroterande svart hål). Det svarta hålet ansamlar dock massa, så det kan ta längre tid än som anges till vänster. |
| partikelfysik            | 1,7 × 10106                       | Uppskattad tid tills ett supermassivt svart hål med en massa 20 biljoner solmassor sönderfaller av Hawkingstrålning. Detta utgör slutet på de svarta hålens era. Bortom denna tid, om protoner sönderfaller, inträder universum i den mörka eran, då alla fysiska objekt har sönderfallit till subatomära partiklar, gradvis saktare till sitt slutliga energiläge i värmedöden. |
| partikelfysik            | 10200                             | Uppskattad längsta tid för alla nukleoner i det observerbara universum att sönderfalla, om de inte gör det via ovan nämnda process, genom någon av de många olika mekanismer som tillåts i modern partikelfysik (högre icke-konserverade baryoner, virtuella svarta hål, sfaleroner, etc.) på tidsskalor mellan 1046 och 10200 år. |
| partikelfysik            | 101500                            | Förutsatt att protoner inte sönderfaller, uppskattad tid tills all baryonisk materia antingen har smält samman och format järn-56 eller sönderfallit från element med högre massa till järn-56. |
| partikelfysik            | {\displaystyle 10^{10^{26}}}      | Låg uppskattning av när alla objekt som överstiger Planckmassa kollapsar via tunneleffekt till svarta hål, förutsatt att protoner inte sönderfaller eller att det inte finns virtuella svarta hål. På denna enorma tidsskala förstörs till och med ultra-stabila järnstjärnor av tunneleffekter. Först kollapsar järnstjärnor med tillräcklig massa via tunneleffekt till neutronstjärnor. Därefter kollapsar neutronstjärnor och alla kvarvarande järnstjärnor via tunneleffekt till svarta hål. Den efterföljande förångningen av alla svarta hål som uppstår till subatomära partiklar (en process som tar ungefär 10100 år) är på dessa tidsskalor ögonblicklig. |
| partikelfysik            | {\displaystyle 10^{10^{50}}}      | Uppskattad tid för en Boltzmannhjärna att uppstå i vakuumet via en spontan entropiminskning. |
| partikelfysik            | {\displaystyle 10^{10^{56}}}      | Uppskattad tid för slumpmässiga kvantfluktuationer att skapa en ny Big Bang. |
| partikelfysik            | {\displaystyle 10^{10^{76}}}      | Grov uppskattning av tid tills all materia kollapsat in i neutronstjärnor eller svarta hål, förutsatt att protoner inte sönderfaller eller att det inte finns virtuella svarta hål, vilka då (på dessa tidsskalor) ögonblickligen förångas till subatomära partiklar. |
| partikelfysik            | {\displaystyle 10^{10^{120}}}     | Grov uppskattning av tid tills universum når sitt slutliga energiläge, även om man räknar med förekomsten av falska vakuum. |

## Mänsklighetens framtid
|                          | År från nutid    | Händelse |
| ------------------------ | ---------------- | --- |
| Teknik och kultur        | 10 000           | Den mest troliga livslängden för en teknologisk civilisation, enligt den amerikanske astronomen Frank Drakes ursprungliga ekvation, Drakes ekvation. |
| Biologi                  | 10 000           | Om globaliseringen leder till panmixia (dvs. att raser och folk blandas), kommer den mänskliga genetiska variationen inte längre vara regional och den effektiva populationsstorleken (Ne) blir lika med den absoluta populationsstorleken (N). |
| Matematik                | 10 000           | Mänskligheten är med 95 procents sannolikhet utdöd, enligt den australiske fysikern Brandon Carters kontroversiella “Domedagsförutsägelse”. Enligt denna har hälften av alla människor som någonsin kommer att leva redan fötts. |
| Teknik och kultur        | 20 000           | Enligt Morris Swadesh glottokronologiska modell kommer framtidens språk att innehålla bara ungefär 1 av 100 basord i sina Swadeshlistor jämfört med idag. |
| Geologi och planetelogi  | + 100 000        | Den tid som krävs för att terraformera Mars, om bara växter anpassade till jordens biosfär används. |
| Teknik och kultur        | 100 000–1 miljon | Den kortaste tid som beräknas för att mänskligheten ska ha hunnit kolonisera hela galaxen och blivit en typ III-civilisation och därmed kunna tillvarata all tillgänglig energi inom Vintergatan. |
| Biologi                  | 2 miljoner       | Ryggradsdjur som är åtskilda så här länge genomgår generellt sett allopatrisk utbredning. Den amerikanske evolutionsbiologen James W. Valentine menade att om delar av mänskligheten levt åtskilda så länge i rymdkolonier skulle galaxen komma att ha ett antal mänskliga arter, som skilde sig så radikalt från varandra att “vi skulle bli förvånade”. |
| Matematik                | 7,8 miljoner     | Mänskligheten är med 95 procents sannolikhet utdöd, enligt den amerikanske professorn J. Richard Gotts kontroversiella ”Domedagsförutsägelse”. Enligt denna har mänskligheten redan genomlevt halva sitt totala tidsspann. |
| Teknik och kultur        | 5–50 miljoner    | Den kortaste tid som krävs för att kolonisera hela Vintergatan med nuvarande teknologi. |
| teknologi och kultur     | 100 miljoner     | Den maximala livslängden för en teknologisk civilisation, enligt den amerikanske astronomen Frank Drakes ursprungliga ekvation, Drakes ekvation. |
| Astronomi och astrofysik | 1 miljard        | Beräknad tid för att flytta jordens omloppsbana till en beboelig zon längre ut från solen, när dess omfång och strålning ökar. Detta bygger på att använda asteroider upprepade gånger som gravitationsslunga. |

## Rymdfart och utforskning av rymden
Hittills är fem rymdskepp (Voyager 1, Voyager 2, Pioneer 10, Pioneer 11 och New Horizons) i banor som tar dessa ut ur solsystemet och ut i yttre rymden. Om ingen osannolik kollision inträffar lär farkosterna fortsätta röra sig i obestämd tid.
|                          | År från nutid      | Händelse |
| ------------------------ | ------------------ | --- |
| Astronomi och astrofysik | 10 000             | Pioneer 10 passerar 3,8 ljusår från Barnards stjärna. |
| Astronomi och astrofysik | 25 000             | Arecibomeddelandet, en samling av radiodata som sändes den 16 november 1974, når sin destination, den klotformiga stjärnhopen Messier 13. Detta är det enda interstellära radiomeddelande som skickats till en så avlägsen region av galaxen. Det kommer att bli en 24-ljusårs förskjutning i stjärnhopens position i galaxen under den tid det tar meddelandet att nå det, men eftersom hopen är 168 ljusår i diameter, kommer meddelandet ändå nå sin destination. |
| Astronomi och astrofysik | 32 000             | Pioneer 10 passerar 3 ljusår från Ross 248. |
| Astronomi och astrofysik | 40 000             | Voyager 1 passerar 1,6 ljusår från AC+79 3888, en stjärna i konstellationen Camelopardalis, även känd som Gliese 445. |
| Astronomi och astrofysik | 50 000             | KEOtidskapseln kommer återinträda i jordens atmosfär (om den sänds upp). |
| Astronomi och astrofysik | 296 000            | Voyager 2 passerar 4,3 ljusår från Sirius, den starkast lysande stjärnan på natthimlen. |
| Astronomi och astrofysik | 800 000–8 miljoner | Förmodad livstid för de två Pioneer-plaketterna, innan informationen samlad på dessa har blivit oförståelig. |
| Astronomi och astrofysik | 2 miljoner         | Pioneer 10 passerar nära den ljusa stjärnan Aldebaran. |
| Astronomi och astrofysik | 4 miljoner         | Pioneer 11 passerar nära en av stjärnorna i konstellationen Örnen. |
| Astronomi och astrofysik | 8 miljoner         | LAGEOS-satelliternas omloppsbana kommer sönderfalla, och återvända till jordens atmosfär, samtidigt som de bär med sig ett meddelande till de framtida människorna, och en karta över kontinenterna (som de förmodas se ut då). |
| Astronomi och astrofysik | 1 miljard          | Förmodad livslängd för Voyager Golden Record, innan informationen samlad på dessa har blivit oförståelig. |

## Teknologiska projekt
|                   | År från nutid | Händelse |
| ----------------- | ------------- | --- |
| Teknik och kultur | 10 000        | Planerad livslängd för flera av Long Now Foundation:s pågående projekt, inklusive en 10 000-årsklocka som är känd som Clock of the Long Now, Rosettaprojektet och Long Bet Project. Uppskattad livslängd för den analoga HD-Rosetta-disken, ett jonstråle-etsat skrivmedium på nickelplåt, en teknik som utvecklades vid Los Alamos National Laboratory och senare kommersialiserades. (Rosettaprojektet är uppkallat efter och använder denna teknik). |
| Teknik och kultur | + 100 000     | Uppskattad livslängd för Memory of Mankind (MOM) hyrlager-liknande lager i Hallstatts saltgruva i Österrike, som sparar information på lertavlor med inskriptioner. |
| Teknik och kultur | 1 miljon      | Planerad livslängd för the Human Document Project som utvecklas vid universitetet i Twente i Nederländerna. |
| Teknik och kultur | 1 miljon      | Uppskattad livslängd för "minneskristaller" för datalagring som använder femtosekunds-laser-etsade nanostrukturer i glas, en teknik som utvecklats vid University of Southampton. |
| Teknik och kultur | 1 miljard     | Uppskattad livslängd för "Nanoskyttel-lagring av minne" med järnpartiklar på nanoskalan, som flyttas med en molekylärswitch genom en nanotub av kol, en teknik som utvecklats vid University of California, Berkeley. |

## Mänskliga konstruktioner
|                         | År från nutid | Händelse |
| ----------------------- | ------------- | --- |
| Geologi och planetologi | 50 000        | Uppskattad livstid i atmosfären för koltetrafluorid, den växthusgas som är mest stabil. |
| Geologi och planetologi | 1 miljon      | Glasföremål i naturen kommer att ha lösts upp. Skulpturer som består av hård granit kommer att ha eroderat en meter i milt klimat, antaget att hastigheten är 1 Bubnoff-enhet (1 mm / 1,000 år. Utan skötsel kommer Cheopspyramiden att ha eroderats till oigenkännlighet. På månen kommer fotspåret efter Neil Armstrongs "lilla steg" vid Stillhetens bas att ha eroderat, tillsammans med de som de andra elva astronauterna skapat, på grund av de ackumulerade effekterna av rymderosion. (Normal erosion likt den på jorden existerar inte, på grund av månens nästan totala brist på atmosfär.) |
| Geologi och planetologi | 7,2 miljoner  | Utan skötsel kommer Mount Rushmore att ha eroderats till oigenkännlighet. |
| Geologi och planetologi | 100 miljoner  | Framtida arkeologer borde kunna identifiera en "urban strata" av fossiliserade stora kuststäder, mestadels genom återstoderna av underjordisk infrastruktur såsom byggnadsgrunder. |

## Astronomiska händelser
Ovanliga astronomiska händelser med en början vid elfte årtusendet, 10 001 e. Kr.
|                          | Datum / Årtal             | Händelse |
| ------------------------ | ------------------------- | --- |
| Astronomi och astrofysik | 20 augusti 10663 e. Kr.   | Total solförmörkelse och Merkuriuspassage inträffar samtidigt. |
| Astronomi och astrofysik | 10720 e. Kr.              | Merkurius och Venus passerar ekliptikan samtidigt. |
| Astronomi och astrofysik | 25 augusti 11268 e.Kr.    | Total solförmörkelse och Merkuriuspassage inträffar samtidigt. |
| Astronomi och astrofysik | 28 februari 11575 e. Kr.  | Ringformig solförmörkelse och Merkuriuspassage inträffar samtidigt. |
| Astronomi och astrofysik | 17 september 13425 e. Kr. | Venuspassage och Merkuriuspassage inträffar nästan samtidigt. |
| Astronomi och astrofysik | 13727 e. Kr.              | Jordens precession gör att Vega har blivit den norra polstjärnan, precis som för knappt 14 000 år sedan. |
| Astronomi och astrofysik | 13 000                    | Jordens axellutning har vänt, så att sommar och vinter inträffar på motsatt sida av jordens bana kring solen. Det gör att klimatet blir hårdare, eftersom landmassan kommer att vara vänd från solen under aphelium.                              |
| Astronomi och astrofysik | 5 april 15232 e. Kr.      | Total solförmörkelse och Venuspassage inträffar samtidigt. |
| Astronomi och astrofysik | 20 april 15790 e. Kr.     | Ringformig solförmörkelse och Merkuriuspassage inträffar samtidigt. |
| Astronomi och astrofysik | 14 000–17 000             | Jordens precession gör att Canopus har blivit den södra polstjärnan. |
| Astronomi och astrofysik | 20346 e. Kr.              | Jordens precession gör att Thuban (Alfa Draconis) blir den norra polstjärnan. Det var den senast 3942-1793 f. Kr. |
| Astronomi och astrofysik | 27800 e. Kr.              | Polstjärnan är åter polstjärna för den norra stjärnhimlen. |
| Astronomi och astrofysik | 27 000                    | Jordens excentricitet i sin omloppsbana runt solen når ett minimum, 0,00236. (Den är idag 0,01671.) |
| Astronomi och astrofysik | Oktober 38172 e. Kr.      | En Uranuspassage kan ses från Neptunus. Detta är den ovanligaste av planetpassagerna. |
| Astronomi och astrofysik | 67173 e. Kr.              | Merkurius och Venus passerar ekliptikan samtidigt. |
| Astronomi och astrofysik | 26 juli 69163 e. Kr.      | En samtidig Venus- och Merkuriuspassage inträffar. |
| Astronomi och astrofysik | 70 000                    | Hyakutakes komet återvänder till solsystemets inre regioner, efter att ha gjort sin resa ut till aphelium vid 3 410 AU och tillbaka. |
| Astronomi och astrofysik | 27–28 mars 224508 e. Kr.  | Venus- och Merkuriuspassage inträffar i tät tidsföljd. |
| Astronomi och astrofysik | 571741 e. Kr.             | En samtidigt Venus- och Jordpassage kan ses från Mars. |
| Astronomi och astrofysik | 6 miljoner                | Komet C/1999 F1 återvänder till solsystemets inre regioner, efter att ha gjort sin resa ut till aphelium och tillbaka. Den är en av de mest långperiodiska kometer som astronomerna känner till och har sin aphelium vid 66 600 AU (1,05 ljusår). |

## Kalendariska förutsägelser
|                          | År från nutid          | Händelse            | Händelse |
| ------------------------ | ---------------------- | ------------------- | --- |
| Astronomi och astrofysik | 10 000                 | —                   | Den gregorianska kalendern kommer att bli ungefär 10 dagar felsynkad med årstiderna. |
| Astronomi och astrofysik | 10867 år och 36 dagar  | 10 juni 12892 e.Kr. | I den hebreiska kalendern kommer påsken att infalla under sommarsolståndet, på grund av en gradvis avdrift. Den är menad att infalla kring vårdagjämningen).                                  |
| Astronomi och astrofysik | 18848 år och 241 dagar | 20874 e.Kr.         | Månkalendern, den muslimska kalendern och den Gregorianska solkalendern kommer att ha samma årtal. Efter detta kommer den kortare muslimska kalendern att få högre årtal än den gregorianska. |
| Astronomi och astrofysik | 25 000                 | —                   | Den muslimska kalendern kommer att vara ungefär tio dagar felsynkad mot månfaserna. |
| Astronomi och astrofysik | 46875 år och 300 dagar | 1 mars 48901 e.Kr.  | Den julianska kalendern (365,25 dagar) och gregorianska kalendern (365,2425 dagar) kommer att skilja sig ett helt år.                                                                         |

## Kärnkraft
|                         | År från nutid | Händelse |
| ----------------------- | ------------- | --- |
| Partikelfysik           | 10 000        | Waste Isolation Pilot Plant, för kärnvapenavfall, planeras att skyddas fram till denna tid, med ett permanent markörssystem utformat för att varna besökare genom flera språk (de sex officiella FN-språken – arabiska, engelska, franska, kinesiska, ryska och spanska – samt Navajo) och med piktogram. (Atomsemiotik har gett den teoretiska grunden för USA:s planer för framtida kärnsemiotik) Förvaringsplatsen Yucca Mountain av kärnavfall, tillhörande Environmental Protection Agency (EPA), kommer att ha en årlig dosgräns om 15 millirem fram till denna tid. |
| Partikelfysik           | 20 000        | Tjernobylzonen, det 2 600 km2 stora området i Ukraina och Belarus övergivet sedan Tjernobylolyckan år 1986, blir säkert för mänskligt liv. |
| Geologi och planetologi | 30 000        | Uppskattad tillförselslivslängd av fissionsbaserade bridreaktorreserver, som använder kända källor, förutsatt nuvarande världsenergiförbrukning. |
| Geologi och planetologi | 60 000        | Uppskattad tillförselslivslängd av fissionsbaserade lättvattenreaktorreserver om det är möjligt att utvinna allt uran från havsvattnet, förutsatt nuvarande världsenergiförbrukning. |
| Partikelfysik           | 211 000       | Halveringstid av teknetium-99, den viktigaste långlivade fissionsprodukten i uranhärlett kärnavfall. |
| Partikelfysik           | 1 miljon      | Förvaringsplatsen Yucca Mountain av kärnavfall, tillhörande Environmental Protection Agency (EPA), kommer att ha en årlig dosgräns om 100 millirem till denna tid. |
| Partikelfysik           | 15,7 miljoner | Halveringstid av jod-129, den hållbaraste långlivade fissionsprodukten i uranhärlett kärnavfall. |
| Geologi och planetologi | 60 miljoner   | Uppskattad tillförselslivslängd av fusionsenergireserver om det är möjligt att utvinna allt litium från havsvattnet, förutsatt världsenergiförbrukningen år 1995. |
| Geologi och planetologi | 5 miljarder   | Uppskattad tillförselslivslängd för fissionsbaserade bridreaktorreserver om det är möjligt att utvinna allt uran från havsvattnet, förutsagt världsenergiförbrukningen år 1983. |
| Geologi och planetologi | 150 miljarder | Uppskattad tillförselslivslängd av fusionsenergireserver om det är möjligt att utvinna allt deuterium från havsvattnet, förutsatt nuvarande världsenergiförbrukning. |